# Kings Marsh
Kings Marsh var en civil parish 1858–2015 när det uppgick i Farndon, i distriktet Cheshire West and Chester, i Storbritannien. Kings Marsh ligger i grevskapet Cheshire och riksdelen England, i den södra delen av landet, 250 km nordväst om huvudstaden London. Civil parish hade 30 invånare år 2001.